# 1844 год в театре
1844 год в театре

## События

### Постановки
- 9 марта, Венеция — в театре «Ла Фениче» состоялась премьера оперы Джузеппе Верди «Эрнани» (дирижёр — Гаэтано Марес[англ.]).
- 9 марта, Лондон — в Театре Её Величества состоялась премьера балета Жюля Перро на музыку Цезаря Пуни «Эсмеральда» (Эсмеральда — Карлотта Гризи, Гренгуар — Жюль Перро, Феб — Артур Сен-Леон, Квазимодо — Антуан-Луи Кулон).
- 23 мая, Лондон — в Театре Её Величества состоялась премьера балета Артура Сен-Леона на музыку Цезарь Пуни «Маркитантка[англ.]» (Кати — Фанни Черрито, Ганс — Артур Сен-Леон).
- 15 сентября, Москва — балет «Жизель» впервые представлен в Большом театре. В этом же году эта новинка 1841 года ставится в Генуе, Флоренции и Гааге.
- в Большом театре ставятся оперы «Норма» Винченцо Беллини и «Сон наяву, или Чурова долина» Алексея Верстовского (режиссёр Павел Щепин).

## Деятели театра
- 19 апреля, Москва — Пров Садовский исполняет роль Журдена в «Мещанине во дворянстве» Мольера, данном в Малом театре в его бенефис.
- Сергей Васильев принят в труппу Малого театра.
- Иван Лавров поступил в труппу Астраханского театра «на роли с пением».

### Родились
- 11 января, Венгрия — Альфред Бекефи, артист балета и педагог, солист Большого и Мариинского театров.
- 18 марта, Тихвин — Николай Римский-Корсаков, композитор и дирижёр, автор 15 опер.
- 4 июня — Кикугоро Оноэ 5-й, японский актёр, один из представителей театра Кабуки.
- 16 октября, Дрезден — Фридрих Миттервурцер, немецкий актёр.
- 22 октября, Париж — Сара Бернар, французская актриса.
- 28 ноября, Терра-дель-Соле — Анджело Мазини, итальянский оперный певец.
- 4 декабря, близ Петербурга — Павел Гердт, артист балета и педагог, солист Мариинского театра.

### Скончались
- 18 ноября, Веймар — Август Хезер, немецкий дирижёр и композитор, хормейстер Веймарской оперы.